# 光陰矢のごとし-3年B組金八先生主題歌集-
『光陰矢のごとし-3年B組金八先生主題歌集-』（こういんやのごとし・サンねんビーぐみきんぱちせんせいしゅだいかしゅう）と『3年B組金八先生主題歌集』（サンねんビーぐみきんぱちせんせいしゅだいかしゅう）は、日本のフォークバンド・海援隊が2005年2月9日と2008年3月12日にユニバーサルJとNAYUTAWAVE RECORDSから発売した3枚目と4枚目のコンピレーション・アルバムである。

## オリジナル盤

### 内容
前作『海援隊 定番ベスト』から約5か月ぶり、コンピレーション・アルバムとしては前作『海援隊ベスト・コレクション〜漂泊浪漫/心をこめて回天篇』から約2年2か月ぶりのアルバム。
今作はメンバーの武田鉄矢主演のテレビドラマ『3年B組金八先生』の発売当時の全7シリーズに起用された主題歌と、ボーナス・トラックとして「贈る言葉」「まっすぐの唄」のアコースティックヴァージョンと、「人として」のニューアレンジヴァージョンが収録されている。
オリコンチャート最高位149位を獲得。アルバムとしては『航海誌』以来22年ぶりに圏内入りを果たした。

### 収録曲
| 全作詞: 武田鉄矢。 |                                                 |          |                      |                      |
| #                  | タイトル                                        | 作詞     | 作曲                 | 編曲                 |
| 1.                 | 「贈る言葉」                                    | 武田鉄矢 | 千葉和臣             | 惣領泰則             |
| 2.                 | 「人として」                                    | 武田鉄矢 | 中牟田俊男、千葉和臣 | 大村雅朗             |
| 3.                 | 「声援」                                        | 武田鉄矢 | 中牟田俊男           | 瀬尾一三             |
| 4.                 | 「スタートライン」                              | 武田鉄矢 | 千葉和臣             | 若草恵               |
| 5.                 | 「新しい人へ」                                  | 武田鉄矢 | 千葉和臣             | 原田末秋             |
| 6.                 | 「まっすぐの唄」                                | 武田鉄矢 | 中牟田俊男           | 原田末秋             |
| 7.                 | 「初恋のいた場所」                              | 武田鉄矢 | 千葉和臣             | 若草恵               |
| 8.                 | 「贈る言葉 (アコースティックヴァージョン)」     | 武田鉄矢 | 千葉和臣             | 中牟田俊男、千葉和臣 |
| 9.                 | 「人として (ニューアレンジ)」                   | 武田鉄矢 | 中牟田俊男、千葉和臣 | 坂本昌之             |
| 10.                | 「まっすぐの唄 (アコースティックヴァージョン)」 | 武田鉄矢 | 中牟田俊男           | 千葉和臣             |

## 再発盤

### 内容
前作『ベストアルバム』から約1か月ぶり、コンピレーション・アルバムとしては前作『光陰矢のごとし-3年B組金八先生主題歌集-』から約3年1か月ぶりのアルバム。
今作はメンバーの武田鉄矢主演のテレビドラマ『3年B組金八先生』の全8シリーズに起用された主題歌と、全曲のオリジナル・カラオケバージョンが収録されている。また、「いつか見た青い空」のミュージック・ビデオとメイキング映像を収録したDVDも同梱された。
オリコンチャート最高位280位を獲得。

### 収録曲
| #   | タイトル                                    | 作詞 | 作曲・編曲 |
| --- | ------------------------------------------- | ---- | ---------- |
| 1.  | 「贈る言葉」                                |      |            |
| 2.  | 「人として」                                |      |            |
| 3.  | 「声援」                                    |      |            |
| 4.  | 「スタートライン」                          |      |            |
| 5.  | 「新しい人へ」                              |      |            |
| 6.  | 「まっすぐの唄」                            |      |            |
| 7.  | 「初恋のいた場所」                          |      |            |
| 8.  | 「いつか見た青い空」                        |      |            |
| 9.  | 「贈る言葉 (オリジナル・カラオケ)」         |      |            |
| 10. | 「人として (オリジナル・カラオケ)」         |      |            |
| 11. | 「声援 (オリジナル・カラオケ)」             |      |            |
| 12. | 「スタートライン (オリジナル・カラオケ)」   |      |            |
| 13. | 「新しい人へ (オリジナル・カラオケ)」       |      |            |
| 14. | 「まっすぐの唄 (オリジナル・カラオケ)」     |      |            |
| 15. | 「初恋のいた場所 (オリジナル・カラオケ)」   |      |            |
| 16. | 「いつか見た青い空 (オリジナル・カラオケ)」 |      |            |